# Mistrzostwa świata w polo
Mistrzostwa świata w polo (ang. World Polo Championship) – międzynarodowy turniej polo organizowany przez Międzynarodową Federację Polo (FIP) dla reprezentacji narodowych. Nie ma ograniczeń co do płci graczy w drużynie, mogą być mieszane. Pierwsze mistrzostwa odbyły się w 1987 roku w argentyńskim Buenos Aires. Rozgrywki odbywają się co 4 lub 3 lata. Najwięcej tytułów zdobyła Argentyna.

## Wyniki[2]
| Rok  | Organizator                | T |  | Zwycięzca         | II miejsce        | III miejsce | IV miejsce        |  | Uwagi     |
| 1987 | Buenos Aires, Argentyna    | 1 |  | Argentyna         | Meksyk            | Brazylia    | Hiszpania         |  | 5 drużyn  |
| 1989 | Berlin, Niemcy             | 1 |  | Stany Zjednoczone | Anglia            | Argentyna   | Chile             |  | 8 drużyn  |
| 1992 | Santiago, Chile            | 2 |  | Argentyna         | Chile             | Anglia      | Stany Zjednoczone |  | 6 drużyn  |
| 1995 | Sankt Moritz, Szwajcaria   | 1 |  | Brazylia          | Argentyna         | Meksyk      | Anglia            |  | 6 drużyn  |
| 1998 | Santa Barbara, USA         | 3 |  | Argentyna         | Brazylia          | Anglia      | Stany Zjednoczone |  | 6 drużyn  |
| 2001 | Melbourne, Australia       | 2 |  | Brazylia          | Australia         | Argentyna   | Stany Zjednoczone |  | 8 drużyn  |
| 2004 | Chantilly, Francja         | 3 |  | Brazylia          | Anglia            | Chile       | Francja           |  | 9 drużyn  |
| 2008 | Meksyk, Meksyk             | 1 |  | Chile             | Brazylia          | Meksyk      | Hiszpania         |  | 7 drużyn  |
| 2011 | Estancia Grande, Argentyna | 4 |  | Argentyna         | Brazylia          | Włochy      | Anglia            |  | 10 drużyn |
| 2015 | Santiago, Chile            | 2 |  | Chile             | Stany Zjednoczone | Brazylia    | Anglia            |  | 6 drużyn  |
| 2017 | Sydney, Australia          | 5 |  | Argentyna         | Chile             | Anglia      | Stany Zjednoczone |  | 8 drużyn  |
| 2022 | Wellington (Floryda), USA  | 1 |  | Hiszpania         | Stany Zjednoczone | Urugwaj     | Argentyna         |  | 8 drużyn  |

## Klasyfikacja medalowa
W dotychczasowej historii mistrzostw świata na podium stawało w sumie 10 drużyn. Liderem klasyfikacji jest Argentyna, która zdobyła 5 tytułów mistrzowskich.
Stan na styczeń 2023.
| Lp. | Reprezentacja     | Miejsca na podium | Miejsca na podium | Miejsca na podium | Zwycięskie sezony |   |   |                              |
| --- | ----------------- | ----------------- | ----------------- | ----------------- | ----------------- | - | - | ---------------------------- |
| Lp. | Reprezentacja     | 1.                | Argentyna         | 5                 | Zwycięskie sezony | 1 | 2 | 1987, 1992, 1998, 2011, 2017 |
| 2.  | Brazylia          | 3                 | 3                 | 2                 | 1995, 2001, 2004  |   |   |                              |
| 3.  | Chile             | 2                 | 2                 | 1                 | 2008, 2015        |   |   |                              |
| 4.  | Stany Zjednoczone | 1                 | 2                 | 0                 | 1989              |   |   |                              |
| 5.  | Hiszpania         | 1                 | 0                 | 0                 | 2022              |   |   |                              |
| 6.  | Anglia            | 0                 | 2                 | 3                 |                   |   |   |                              |
| 7.  | Meksyk            | 0                 | 1                 | 2                 |                   |   |   |                              |
| 8.  | Australia         | 0                 | 1                 | 0                 |                   |   |   |                              |
| 9.  | Włochy            | 0                 | 0                 | 1                 |                   |   |   |                              |
| 10. | Urugwaj           | 0                 | 0                 | 1                 |                   |   |   |                              |